# Dermot Mulroney
Dermot Patrick Mulroney, född 31 oktober 1963 i Alexandria i Virginia, är en amerikansk skådespelare.

## Filmografi i urval
- 1988 – Hårt mot hårt (Survival Quest)
- 1988 – Sunset
- 1988 – Young Guns
- 1989 – Staying Together
- 1990 – Longtime Companion
- 1991 – There Goes My Baby
- 1992 – The Heart of Justice
- 1992 – Where the Day Takes You
- 1993 – En familjs historia
- 1993 – Kodnamn: Nina
- 1993 – Tand för tunga
- 1993 – Thing Called Love
- 1994 – Bad Girls
- 1994 – De laglösa
- 1995 – Copycat
- 1995 – Hur man gör ett amerikanskt lapptäcke
- 1995 – Living in Oblivion - tystnad, tagning!
- 1996 – Horungen
- 1996 – Kansas City
- 1996 – När mörkret faller
- 1997 – Min bäste väns bröllop
- 1998 – Goodbye Lover
- 2000 – Lukten av pengar
- 2001 – Lovely & Amazing
- 2002 – About Schmidt
- 2005 – Välkommen till familjen
- 2005 – Matte söker husse
- 2005 – Wedding Date
- 2007 – Zodiac
- 2012–2013 – New Girl (TV-serie) (fem avsnitt)
- 2013 – En familj – August: Osage County
- 2013 – Jobs
- 2015 – Insidious: Chapter 3
- 2015 – Truth
- 2017 – The Mountain Between Us
- 2019 – Prodigal Son (TV-serie) (3 avsnitt)
- 2022 – Umma
- 2023 – Scream VI
- 2025 – The Hunting Wives (TV-serie)

## Utmärkelser
- 1992 - Seattle International Film Festival - Golden Space Needle Award - bästa skådespelare för Where the Day Takes You och Samantha
- 2007 -  Philadelphia Film Festival - Artistic Achievement Award